# Śniechy
Śniechy [pronunciación en polaco: /ˈɕɲexɨ/] es una aldea ubicada en el distrito administrativo de Gmina Mochowo, dentro del condado de Sierpc, Voivodato de Mazovia, en el centro-este de Polonia. Se encuentra a unos 12 kilómetros al suroeste de Sierpc y a 122 kilómetros al noroeste de Varsovia.